# Leonardo Ramos (urugwajski piłkarz)
Leonardo Alfredo Ramos Giró (ur. 11 września 1969 w Montevideo) – piłkarz urugwajski grający podczas kariery na pozycji obrońcy, trener piłkarski.